# Brachygaster
Brachygaster (лат. ) — род наездников из семейства Evaniidae.

## Распространение
Старый Свет. Большинство видов в Афротропике. В Палеарктике 2 вида. В Европе 1 вид Brachygaster minutus (включая Европейскую часть России, Кавказ, Украину).

## Описание
Мелкие наездники. Усики 13-члениковые. В переднем крыле 3 замкнутые ячейки (костальная, базальная и суббазальная) и кроме жилок C и R, развиты базальные жилки Rs & M, M+Cu. Тело пунктировано крупными точкам-ямками. Ноги сравнительно короткие, задние ноги по длине менее чем 2,5 высоты мезосомы. Брюшко мелкое, сжатое с боков, на длинном стебельке прикрепляется высоко на заднегрудке. Предположительно, как и другие близкие группы, самки наездников откладывают свои яйца в оотеку тараканов.
Среди хозяев вида Brachygaster minutus отмечены тараканы Blatta orientalis (Blattidae), Blattella germanica, Ectobius lapponicus, E. pallidus и E. panzeri (Ectobiidae).

## Классификация
Около 10 видов.

### Виды
- Brachygaster aethiopicus Magretti, 1908
- Brachygaster bidentata Kieffer, 1911
- Brachygaster bleusei Pic, 1923
- Brachygaster conjugens Enderlein, 1909
- Brachygaster globiceps Benoit, 1953
- Brachygaster gussakovskiji (Таджикистан, Узбекистан)[2]
- Brachygaster minutus (Olivier, 1791) (Европа, Кавказ, Средняя Азия)[2]
  - =Evania brullei  Westwood, 1851
  - =Brachygaster rufipes  Brullé, 1846
  - =Brachygaster fulvipes  Curtis, 1829
- Brachygaster murrayorum Elliott, 2005
- Brachygaster notauliferus Benoit, 1953
- Brachygaster tschekylli Madl, 1989